# Твердислав
Твердислав — новгородский посадник. Принадлежал к одному из тех новгородских боярских родов, которые в XII—XIII веках монополизировали в своих руках должность посадников.
Отец Твердислава, Михалко Степанич, трижды посадничал в Новгороде, соперничая с боярином Мирошкой Несдиничем. Твердислав впервые стал посадником в 1209 году и в 1210 году участвовал в удачном походе новгородцев на Литву. В 1211 году Твердислав добровольно уступил посадничество «старейшему себя» Дмитру Якунину, вернувшемуся в Новгород с Низовой Руси. В 1214 году Твердислав опять занял место посадника и с этих пор неизменно возвращается на эту должность всякий раз, как руководимая им партия одерживает верх над противниками. В 1214 году, когда князь Мстислав Романович водил новгородскую рать на Киев против Всеволода Чермного, Твердислав предупредил готовый вспыхнуть во время похода разрыв новгородцев с князем. Впоследствии Твердислав не раз подвергался обвинениям в стремлениях поддерживать в Новгороде силу княжеской власти.
В 1218 году молва приписала Твердиславу выдачу князю некоего Матвея Душильцевича, почему-то бежавшего из Новгорода, но пойманного и насильственно возвращённого. Это возбудило страшное волнение в Новгороде. Торговая сторона и Неревский конец восстали на жителей Софийской стороны, из которых в особенности Людин конец и Прусы поддерживали Твердислава. У городских ворот разыгралась сеча, после которой целую неделю на вечевых собраниях обсуждалась степень вины Твердислава. Внезапно князь заявил, что он отнимает посадничество у Твердислава. Протест против этого самовластного вмешательства князя объединил все партии — и Твердислав остался посадником по настоянию веча.
В 1219 году Твердислав лишился своей должности: его обвинили в том, что он посоветовал суздальским князьям Юрию и Ярославу не пропускать через свои владения новгородца Семьюна Емина, который с четырёхсотной дружиной отправился в поход в Тоймакары.
В 1220 году Твердислав вернулся на посадничество, но не надолго; на этот раз сам князь Всеволод Мстиславич «възвади весь город, хотя убити Твердислава». Больного Твердислава на санях привезли на вече. «Опять Прусы и Людин конец встали за него против Неревского конца и Торговой стороны». Архиепископ Митрофан устроил примирение между князем и Твердиславом, но последний, ссылаясь на болезнь, окончательно устранился от политической деятельности и постригся в Аркажском (Аркадиевом) монастыре.
Политическая деятельность Твердислава совпала с крайним обострением партийной борьбы. Предмет этой борьбы и роль в ней его самого разноречиво освещаются исследователями. Все согласны, что партия Твердислава в большинстве случаев поддерживала в Новгороде князей, враждебных суздальской линии, но в то время, как одни видят в Твердиславе вождя бояр, другие считают его представителем интересов демократической партии, именно той её фракции, которая искала в княжеской власти опоры против боярской олигархии.